# هاائول

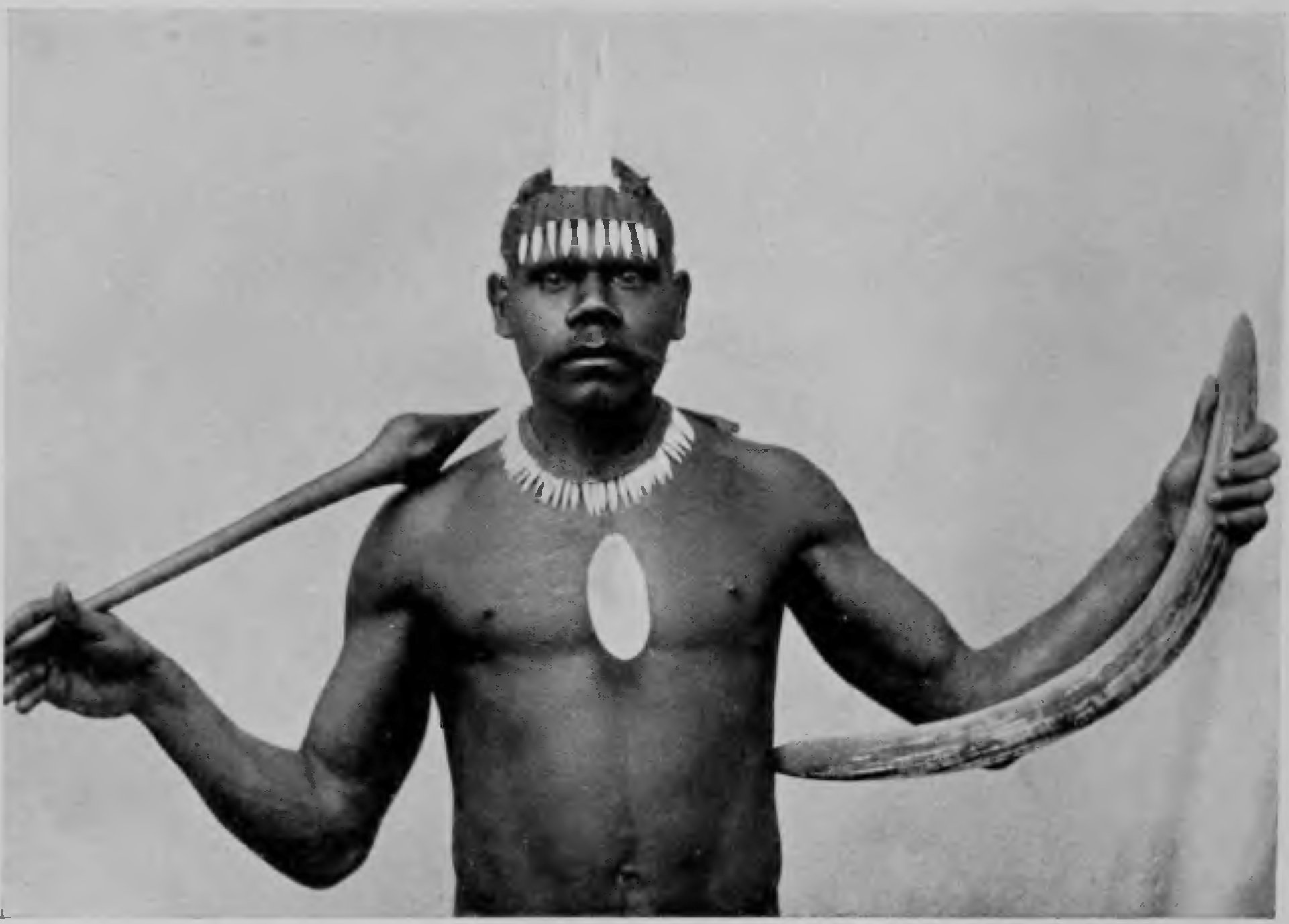
تصویر یک فرد بومی در آمریکا

هاائول (انگلیسی: Haole؛ زبان های دیگر، هاوایی [ˈhɔule]) ( واژه ای در زبان هاوایی است) و به فردی گفته می‌شود که دارای شرایط زیر باشد:

سفید پوست، امریکایی، انگلیسی، یا به طور کلی به بیگانگان

## خاستگاه
خاستگاه این واژه به سده هیجدهم در ۱۷۷۸ زمانی که جیمز کوک باز می گردد. این واژه نخست برای نامیدن فرزندان سفید پوستی که در آغاز دهه ۱۸۲۰ به آن جا کوچ کردند، به کار گرفته شد.